# Bog Morok
«Bog~Morok» — российская музыкальная группа, основанная в 1997 году в Рыбинске Мороком. Первоначально проект был сольным: Морок самостоятельно записал демо «Morok’s tales» (1998), «Here is buried my heart» (1999) и «The angel’s birth» (2001). В 2003 году проект стал полноценной группой, выпустив альбом «Azoic» на лейбле CD Maximum. Музыка сочетала doom/death metal и gothic metal с элементами электроники и nu-metal. Альбом был выпущен на CD лэйблом CD Maximum в 2003 году.
На следующем альбоме “Stadiae II” группа отошла от раннего стиля, выбрав направление Cyber metal. Музыка приобрела новое, современное звучание, вобрав в себя industrial, nu metal, goth metal и даже элементы поп музыки. Альбом вышел в 2005 году на More Hate Productions. В 2006 году был записан новый альбом “Syn.Thesis”, который продолжил линию предыдущего альбома, но на новом качественном уровне. Так же был снято бюджетное видео на песню “Stadiae II [wounded brain mix]”. Альбом был издан в 2007 на Sound Age. В начале 2010 была закончена запись альбома “Деkadанс”, так же, снят клип на трек Г.М.О. [Генетически Модифицированное Общество] с этого альбома. Альбом был издан группой в апреле 2010 года собственными силами.
В 2011 году группой был выложен для свободного скачивания концертный альбом "Live in Fishburg", записанный во время живого выступления в одном из клубов родного города группы, а так же записан материал для нового альбома, который был издан в 2012 году лейблом Artificial Sun. Альбом "Неизбежность" содержал несколько новых треков, а так же ряд ремиксов. Кроме того, был снят клип на заглавный трек.
В 2013 состоялся долгожданный релиз "Industrialypse". Группа дала несколько концертов в поддержку альбома, получила множество положительных рецензий, дала десятки интервью. В 2015 году Bog-Morok выпустили альбом под названием "Seven", который издается в августе 2015 More Hate Productions. В 2016 году группа представила экспериментальный альбом «Digital Occultism», сочетавший industrial metal с drum-n-bass и black metal. В 2019 году вышел «In A Dark Time, который издается в июле 2019 More Hate Productions.

## Состав
- Морок — вокал, гитары, бас, клавиши, запись, сведение, мастеринг
- Владимир — барабаны

### Бывшие участники
- Obscure — sample
- Миф — гитара
- Ванез — гитара
- Шерман — гитара
- Tombraider — барабаны
- Доц — бас
- Пингвин — бас
- Ольга Лестова — вокал

## Дискография
1. «Morok’s tales» (demo, 1998)
2. «Here is buried my heart» (demo, 1999)
3. «The angel’s birth» (demo, 2001)
4. «Azoic» (2003, CD-Maximum)
5. «Stadiae II» (2005, More Hate Productions)
6. «Syn.Thesis» (2007, Sound Age Productions)
7. «Horror Complete» (2009, Self-Released)
8. «Деkadанс» (2010, Self-Released)
9. «Live in Fishburg» (2011, Self-Released)
10. «Неизбежность» (2012, Artificial Sun)
11. «industrialypse» (2013, More Hate Productions)
12. «Dead Train» (2015, Self-Released)
13. «Seven» (2015, More Hate Productions/FONO Ltd)
14. «Digital Occultism» (2016, Self-Released)
15. «In a dark time» (2019, More Hate Productions/FONO Ltd)

### Появления
1. Russian Industrial Tribute to Die Krupps (2013, Artificial Sun)
2. Headxplode Compilation Vol. 3 (2013, HeadXplode Records)